# Sant Martin de Jarrós
Saint-Martin-des-Olmes és un municipi francès situat al departament del Puèi Domat i a la regió d'Alvèrnia-Roine-Alps. L'any 2007 tenia 276 habitants.

## Demografia

### Població
El 2007 la població de fet de Saint-Martin-des-Olmes era de 276 persones. Hi havia 115 famílies de les quals 41 eren unipersonals (33 homes vivint sols i 8 dones vivint soles), 33 parelles sense fills, 33 parelles amb fills i 8 famílies monoparentals amb fills.
La població ha evolucionat segons el següent gràfic:
Habitants censats

### Habitatges
El 2007 hi havia 247 habitatges, 122 eren l'habitatge principal de la família, 75 eren segones residències i 50 estaven desocupats. 237 eren cases i 10 eren apartaments. Dels 122 habitatges principals, 105 estaven ocupats pels seus propietaris, 10 estaven llogats i ocupats pels llogaters i 6 estaven cedits a títol gratuït; 8 tenien dues cambres, 13 en tenien tres, 40 en tenien quatre i 60 en tenien cinc o més. 83 habitatges disposaven pel capbaix d'una plaça de pàrquing. A 44 habitatges hi havia un automòbil i a 61 n'hi havia dos o més.

### Piràmide de població
La piràmide de població per edats i sexe el 2009 era:
| Homes | Edats   | Dones |
| ----- | ------- | ----- |
| 0     | 95 o +  | 0     |
| 0     | 90 a 94 | 4     |
| 4     | 85 a 89 | 0     |
| 4     | 80 a 84 | 0     |
| 0     | 75 a 79 | 8     |
| 16    | 70 a 74 | 12    |
| 0     | 65 a 69 | 12    |
| 12    | 60 a 64 | 0     |
| 4     | 55 a 59 | 8     |
| 24    | 50 a 54 | 0     |
| 0     | 45 a 49 | 0     |
| 12    | 40 a 44 | 4     |
| 16    | 35 a 39 | 20    |
| 16    | 30 a 34 | 12    |
| 8     | 25 a 29 | 4     |
| 0     | 20 a 24 | 8     |
| 4     | 15 a 19 | 0     |
| 8     | 10 a 14 | 8     |
| 12    | 5 a 9   | 8     |
| 4     | 0 a 4   | 4     |

## Economia
El 2007 la població en edat de treballar era de 183 persones, 133 eren actives i 50 eren inactives. De les 133 persones actives 117 estaven ocupades (63 homes i 54 dones) i 15 estaven aturades (7 homes i 8 dones). De les 50 persones inactives 24 estaven jubilades, 16 estaven estudiant i 10 estaven classificades com a «altres inactius».

### Ingressos
El 2009 a Saint-Martin-des-Olmes hi havia 111 unitats fiscals que integraven 258 persones, la mediana anual d'ingressos fiscals per persona era de 14.530 €.

### Activitats econòmiques
Dels 10 establiments que hi havia el 2007, 1 era d'una empresa de fabricació d'altres productes industrials, 5 d'empreses de construcció, 2 d'empreses de comerç i reparació d'automòbils, 1 d'una empresa de transport i 1 d'una empresa d'hostatgeria i restauració.
Dels 5 establiments de servei als particulars que hi havia el 2009, 3 eren paletes, 1 fusteria i 1 electricista.
L'any 2000 a Saint-Martin-des-Olmes hi havia 9 explotacions agrícoles que ocupaven un total de 312 hectàrees.

## Poblacions més properes
El següent diagrama mostra les poblacions més properes.